# Marlon Brando (chanson de Christophe Willem)
Singles de Christophe Willem
Nous nu
(2015) Rio
(2017)
Pistes de Rio
Nos balles perdues Pilote
Marlon Brando est une chanson du chanteur français Christophe Willem. Elle est sortie en 2017 et était le premier extrait de son album Rio.

## Production
Le titre a été écrit par Christophe Willem et l'auteur-compositeur-interprète Igit, sur une mélodie composée par Willem et Aurélien Mazin. Les paroles de Marlon Brando sont marquées par l'autodérision et l'humour. Christophe Willem chante qu'il n'a ni l'allure de Marlon Brando, ni l'ébauche d'un super héros, ni la voix de Pavarotti, ni le train de vie de Liza Minnelli, mais qu'il est un « mec lambda, le voisin d'en bas » qui veut faire danser.
Dans une interview avec France Bleu, Christophe Willem affirme que Marlon Brando était l'un des premiers titres du nouvel album à avoir été composé, et également l'un des derniers titres pour lesquels des paroles ont été écrites. 
Il avait pour ambition de créer une chanson suivant la même ligne que son plus grand succès, Double je, sorti dix ans auparavant : un titre caractérisé par sa légèreté, sa joie de vivre et son humour, « avant d'amorcer quelque chose de plus lourd dans les autres thèmes de l'album »,.
Au site Aficia, le Christophe raconte que la chanson a deux lectures :

« On peut très bien se dire que c'est léger, que c’est un titre dans lequel je ne dis pas grand chose. D'une certaine manière, que c'est un titre pour s'amuser. Et puis, il y a un deuxième niveau de lecture où j'explique que nous sommes dans une société où tout le monde essaie de vendre quelque chose, je ne sais trop quoi, mais qu'en ce qui me concerne je veux tout simplement donner du plaisir aux gens. C'est le rôle d'un artiste après tout. Il n'y a pas de message caché. »

Hannah Rosselin et Léo Gotainer ont réalisé le clip du single, qui présente le "Willem Show", faisant écho au film The Truman Show de 1998. Christophe Willem vit dans une belle maison, située dans une rue impeccable d'une banlieue huppée, entouré de voisins. Chaque jour, il se lève et répète les mêmes gestes : éteindre son réveil, se préparer une tartine de confiture pour le petit-déjeuner, se brosser les dents, récupérer son journal et saluer ses voisins. Mais progressivement, cette routine vire à l'absurde et le chanteur finit par se promener nu dans la rue,.
Christophe Willem a chanté le titre dans l'émission Le Grand Studio RTL en septembre 2017, ainsi que lors du gala pour CAP48, diffusé en direct sur La Une en octobre 2017.

## Accueil critique et commercial
Emmanuel Marolle du Le Parisien décrit le titre comme « réjouissante production électro pop ». Yohann Ruelle de Charts in France parle d'un « titre fun, funk et décalé », de même que Benjamin Jacquot de France Bleu qui le décrit comme « titre funky, positif et puissant ». Selon le site Aficia, Marlon Brando est « un single pop-funk et chargé en bonne humeur ».
Le single n'a pas réussi à figurer dans le classement officiel français. En Belgique francophone, Marlon Brando a occupé les bas fonds de l'Ultratop 50 pendant trois semaines en juillet 2017, avant de quitter le classement pendant un mois pour y revenir fin août, y restant pendant onze semaines supplémentaires. Sa meilleure position a été atteinte la semaine du 7 octobre 2017,  où il a grimpé jusqu'à la 25e place.
Selon les estimations établies par le site InfoDisc fin 2018, le single Marlon Brando se serait vendu à 2 100 copies.

## Classement
| Pays                 | Charts      | Meilleure position |
| -------------------- | ----------- | ------------------ |
| Belgique francophone | Ultratop 50 | 25                 |